# Cavalleria rusticana
Cavalleria rusticana (que significa «Cavallerositat camperola» en italià) és una òpera verista en un acte únic de Pietro Mascagni amb llibret de Giovanni Targioni-Tozzetti i Guido Menasci basat en un conte de Giovanni Verga. S'estrenà el 17 de maig de 1890 al Teatro Costanzi de Roma.
Es presenta sovint en una doble funció amb Pagliacci de Ruggero Leoncavallo. Les dues òperes són prou curtes com per poder-les representar juntes en una sola actuació. De fet, des de l'any 1903 –quan es va fer per primer cop a Nova York– a tots els escenaris del circuit operístic mundial s'acostumen a presentar plegades.

## Origen i context
Ambientada a la Sicília del fin de siècle, té com a protagonistes Turiddu (hipocorístic de Salvaturiddu, Salvador) un noi que torna del servei militar i Santuzza, una jove amb qui té un idil·li, el qual és abrandat per part d'ella i de despit per part d'ell, perquè ell ha vist que s'han trencat els seus plans de casament amb Lola, la promesa de tota la vida, que ara s'ha casat amb un altre home.
El famós intermezzo va ser utilitzat en la banda sonora de la pel·lícula El padrí III, el desenllaç de la qual s'esdevé també durant una representació d'aquesta òpera al Teatro Massimo de Palerm.

## Personatges i intèrprets de l'estrena
| Rol                                                    | Tessitura              | Estrena, 17 de maig de 1890 (Dir.: Leopoldo Mugnone) |
| ------------------------------------------------------ | ---------------------- | ---------------------------------------------------- |
| Santuzza, una noia camperola                           | soprano o mezzosoprano | Gemma Bellincioni                                    |
| Turiddu, un jove vilatà recentment tornat de l'exèrcit | tenor                  | Roberto Stagno                                       |
| Lucia, la seva mare                                    | contralt               | Federica Casali                                      |
| Alfio, un transportista                                | baríton                | Gaudenzio Salassa                                    |
| Lola, la seva dona                                     | mezzosoprano           | Annetta Guli                                         |

## Argument
L'acció transcorre el diumenge de Pasqua a la plaça d'un poble de Sicília, on hi ha l'església i la taverna de Mamma Lucia. Fora de l'escena, Turiddu canta una cançó en llengua siciliana (O Lola c'hai di latti la cammisa). La gent s'aplega a la plaça tot cantant una salutació a la primavera (cor Gli aranci olezzano). Entra Santuzza i pregunta a Mamma Lucia on és Turiddu, i ella li respon que ha anat a cercar vi a Francofonte. Santuzza diu que no; que l'han vist als afores del poble a altes hores de la nit. En aquell moment arriba Alfio, un carreter, que també assegura a la dona que ha vist Turiddu prop de casa seva. Mamma Lucia vol demanar més informació, però Santuzza li diu que calli. Aleshores és hora d'anar a l'església: la gent entona un himne a Jesús ressuscitat (el famós cor del Regina coeli, amb el Inneggiamo, il Signor non è morto). Tothom entra a l'església, tret de Santuzza i Mamma Lucia. Aquesta pregunta a Santuzza per què ha dit que calli. Santuzza ho confessa tot: abans d'anar a fer el servei militar, Turiddu estimava Lola; quan va tornar, Lola ja estava casada amb Alfio, per la qual cosa Turiddu es lliurà als braços de Santuzza. Però el seu amor no és fidel, i Turiddu ha tornat a caure en braços de Lola, robant així tant l'honor de Santuzza com el d'Alfio. Mamma Lucia, desesperada, entra a l'església.
Arriba Turiddu (duo Tu qui, Santuzza?). Santuzza li pregunta on ha anat i ell respon que a Francofonte. Quan Santuzza li diu que l'han vist als afores del poble, Turiddu l'acusa d'espia, i Santuzza li recrimina l'amor que sent per Lola. Turiddu ho nega, però en aquell moment arriba Lola. Santuzza pot comprovar que Turiddu n'està enamorat, i, quan Lola entra a l'església, Santuzza li ho recrimina. Turiddu diu que el deixi estar en pau, però Santuzza implora que no l'abandoni. Turiddu se la treu de sobre de mala manera i entra a l'església. Santuzza el maleeix desitjant-li una "mala pasqua".
Just en aquell moment arriba Alfio. Santuzza aprofita per revelar-li les infidelitats de la seva dona. Alfio jura venjar-se de Turiddu abans que acabi el dia.
Després de l'Intermezzo, la gent surt de l'església i es disposa a anar-se'n de la plaça (cor A casa!). Abans Turiddu els convida tots a beure un got de vi (ària i cor Viva il vino spumeggiante) i brinden. Arriba Alfio, que rebutja el got que Turiddu li ofereix. En una fingida abraçada de reconciliació Turiddu mossega l'orella d'Alfio, acció que vol dir que el desafia a mort. Els dos homes es repten a un duel, però Turiddu li demana temps per arreglar una cosa. Crida sa mare, i li demana que, si ell no torna, faci de mare a Santuzza, a la qual havia jurat de portar a l'altar (ària Mamma, quel vino è generoso). Mamma Lucia no entén res i vol seguir Turiddu, però en aquell moment apareix Santuzza, que l'atura. Aleshores una dona entra a la plaça anunciant que Turiddu ha mort.